# Imperl
Imperl je priimek v Sloveniji, ki ga je po podatkih Statističnega urada Republike Slovenije na dan 1. januarja 2010 uporabljalo 176 oseb.

## Pomembni nosilci priimka
- Cvetka Imperl Bizjak, glasbenica, igralka na citre
- David Imperl (*1976), rokometaš
- Helena Imperl ("Jelka", r. Naraločnik) (*1946), urednica, humanitarna in kulturna delavka
- Mihael Imperl, pevec ?
- Jože Imperl, salezijanec, kipar?